# Devils Ball
«Devils Ball» es una canción compuesta e interpretada por el dúo suizo Double, se publicó como el primer sencillo del tercer y último álbum de estudio Dou3le de 1987.

## Contenido
La canción cuenta con músicos invitados como Herb Alpert en trompeta y Michał Urbaniak en violín eléctrico. Se lanzó por primera vez en 1987 por la compañía discográfica Polydor para el Reino Unido, Australia, Canadá y Metronome para Alemania. En los Estados Unidos salió a la venta por A&M Records y cuenta con cuatro versiones distintas de la canción. Salvo la versión del álbum, en la editada fue acortado el solo del violín y en las otras ("Piano Version" y "Edited Piano Version"), se remplazó la interpretación de la trompeta por una de piano. Según cuenta Kurt Maloo, durante la grabación de la canción prefirió que se tocase un violín acústico en lugar de uno eléctrico porque le parecía más adecuado.
Existen dos versiones inéditas del tema ("Unedited Version" y "Unedited Piano Version"), en ambas el sonido de la mandolina se extiende. Se filmó un video para promocionar la canción, fue dirigido por Hannes Rossacher y Rudi Dolezal y cuenta como participación especial a la compañía de teatro "Mummenschanz". El video ganó el Silver Palm Award en el Festival de Cannes en 1988. Esta canción junto con "Gliding" fue interpretada en el programa de televisión alemán "Peters Popshow". Sin embargo, su promoción no alcanzó para lograr impactar al mundo y "Devils Ball" llegó a la posición número 71 en la lista UK Singles Chart en noviembre de 1987 y en Bélgica ocupó la 30.
"Devils Ball" fue lanzado en discos de vinilo de siete y doce pulgadas; el formato en disco compacto lanzado únicamente en Alemania, cuenta con "The Captain of Her Heart" como lado B.

## Formatos
Sencillo de 7 pulgadas
1. «Devils Ball» (Versión editada) – 3:48
2. «Devils Ball» (Piano Versión) – 3:47

Sencillo de 12 pulgadas
1. «Devils Ball» (Unedited Version) – 4:29
2. «Devils Ball» (Piano Versión) – 4:51
3. «Megarhythmdance» – 5:13

Sencillo de 12 pulgadas (Promo A&M Records 1987)
1. «Devils Ball» – 4:29
2. «Devils Ball» (Piano Versión) – 3:47
3. «Devils Ball» (Versión editada) – 3:47
4. «Devils Ball» (Piano Versión) – 4:51

Sencillo de 12 pulgadas (Promo Polydor Records 1987)
1. «Devils Ball» (Álbum Versión) – 4:29
2. «Devils Ball» (Álbum Versión) – 4:29

Sencillo en CD (Polydor Records 1987)
1. «Devils Ball» (Unedited Version) – 4:29
2. «The Captain of Her Heart» – 4:35
3. «Devils Ball» (Piano Versión) – 4:49
4. «Megarhythmdance» – 5:13

## Listas musicales
| Lista (1987)               | Máxima posición |
| -------------------------- | --------------- |
| Belgian Singles Chart (Vl) | 30              |
| UK Singles Chart           | 71              |

## Personal
- Kurt Maloo – Voz principal, guitarra
- Felix Haug – Producción, piano, sintetizador

Músicos invitados
- Herb Alpert – Trompeta
- Michał Urbaniak – Violín eléctrico